# Psychologia medyczna
Psychologia medyczna – dziedzina wyłoniona z psychologii klinicznej i medycyny pozapsychiatrycznej w latach siedemdziesiątych XX wieku. Jej założeniem było stosowanie psychologii do terenu medycyny z wyłączeniem zaburzeń psychicznych.
Zdaniem I. Heszen-Klemens psychologia medyczna to dział psychologii stosowanej, którego przedmiotem są psychologiczne aspekty powstawania, przebiegu i leczenia chorób somatycznych, rozpatrywane zarówno na poziomie jednostki, jak i grupy oraz systemu.

## Założenia psychologii medycznej
- Holizm i interdyscyplinarność – człowiek jest jednością psychosomatyczną.
- Sytuacyjność – człowiek znajduje się w sytuacji, która na niego oddziałuje i sam jest jej elementem (ma na nią wpływ).
- Podmiotowość – człowiek jest podmiotem sytuacji; dokonuje wyborów i kieruje swoim zachowaniem.